# Весілля (драма)

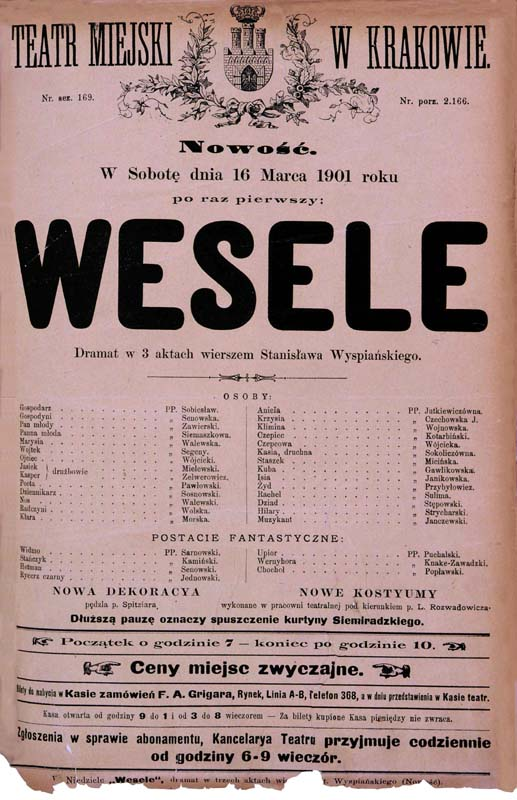
Театральна афіша з прем'єри «Весілля»

«Весілля»(пол. «Wesele») — п'єса авторства польського драматурга епохи Молодої Польщі Станіслава Виспянського, один зі знакових творів польської літератури, зокрема доби модернізму. Вперше поставлена на сцені Краківського театру ім. Ю. Словацького 16 березня 1901 року. Твір описує реальну подію — весілля поета Луціана Риделя із селянкою Ядвігою Міколайчикувною, яке відбулося 20 листопада 1900 року у базилиці Святої Діви Марії у Кракові, а надалі — у селі Броновіце поблизу Кракова.
П'єса складається з трьох актів. Перший акт має риси реалістичної драми, наприкінці акту відбувається перехід до символічно-фантастичного зображення дійсності. Така тенденція триває до кінця п'єси, тому «Весілля» є типовим прикладом модерністської драми.
Драма зображує кризу польського народу, висвітлює основні проблеми польського суспільства на шляху до здобуття незалежності.
На формування естетики Виспянського, вираженої у драмі, впливали твори Адама Міцкевича, Александра Фредро і Юліуша Словацького, а також малярство Яцека Мальчевського і Максиміліана Ґєримського.

## Історія написання
У листопаді 1900 року краківський поет Луціан Ридель одружився із простою дівчиною із Броновіц, Ядвігою Міколайчикувною. На весіллі був присутній і Станіслав Виспянський, який за кілька тижнів після весілля приступив до написання драми, заснованої на автентичних подіях цієї урочистості. Таким чином, «Весілля» стало спробою критичної оцінки сучасності, національних міфів і викриттям своєрідної безнадійності життя польського народу тих часів.
У драмі показана трагічна ситуацію народу, що був нездатний боротися за отримання незалежності. «Весілля» прославило ім'я Виспянського, а критика і спільнота назвали його четвертим пророком польського народу.

## Сюжет
Дія драми відбувається у сільській хаті і триває кілька годин — розпочинається близько опівночі і завершується на світанку.
Чутно музику, розмови, святкування. Діалоги персонажів здебільшого відбуваються у приміщенні, прилягаючому до світлиці, в якій проходять гуляння. Першими постають Журналіст і Чепець, вони ведуть розмову про селян та селянство. Далі бачимо решту героїв, що представляють певні суспільні типи та характери. Між ними відбуваються розмови, в яких проявляється соціальна позиція кожного.
Наприкінці І акту герої за ініціативою Рахелі запрошують на весілля Солом'яного Дідуха.
У ІІ акті відбувається ряд зустрічей героїв-людей із постатями з потойбіччя; у розмові з ними відкриваються приховані мрії, таємниці, болючі згадки героїв.
У ІІІ акті наближається ранок, конфлікти між героями загострені. Зображено алегоричну картину нездійсненого повстання і втраченого шансу на боротьбу (втрата Золотого рогу). Дія драми завершується сценою напівсонного танцю Дідуха і решти героїв.

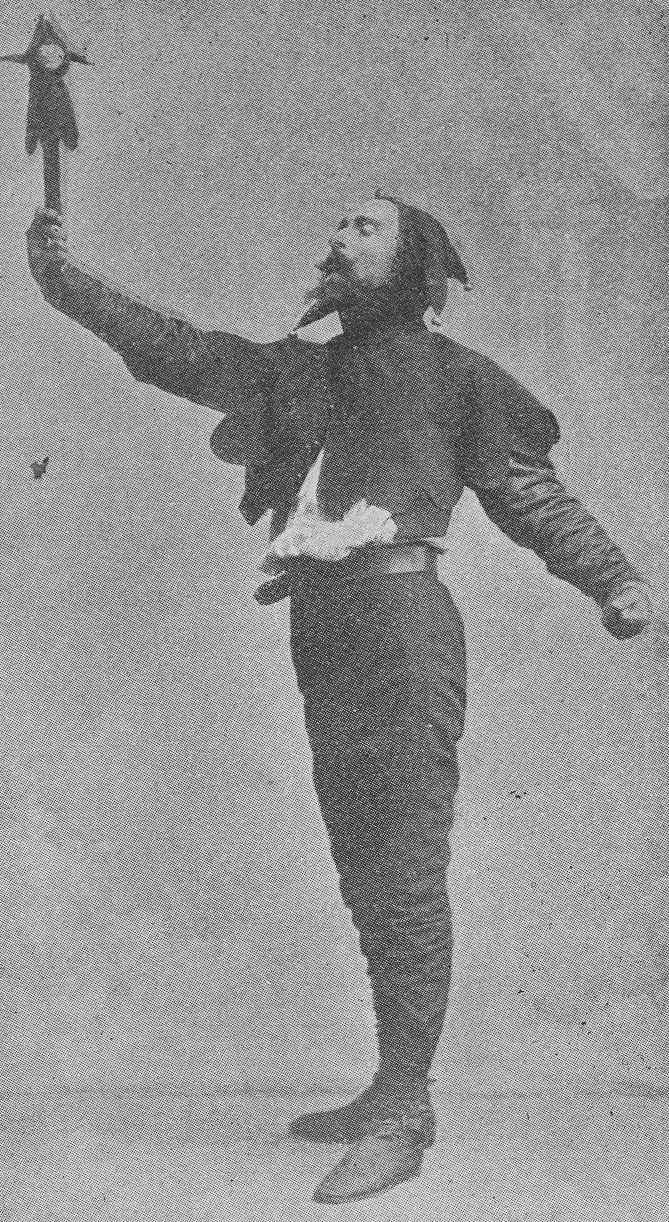
Казимеж Камінський у ролі Станьчика

## Герої

### Аналогії із реальними постатями
Усі герої драми мали свої прообрази з життя тогочасної краківської спільноти, знайомої Виспянському.
| Герой драми   | Реальна постать                                                                                  |
| ------------- | ------------------------------------------------------------------------------------------------ |
| Господар      | Влодзімеж Тетмаєр, художник, графік, громадський діяч; друг Нареченого                           |
| Господиня     | Анна Тетмаєрова (до шлюбу Міколайчикувна), старша сестра Нареченої, дружина Влодзімежа Тетмаєра  |
| Батько        | Яцек Міколайчик, батько Анни, Ядвіги, Марисі і Яська, селянин з Броновіц                         |
| Наречений     | Луціан Ридель, краківський поет-хлопоман                                                         |
| Наречена      | Ядвіга Міколайчикувна                                                                            |
| Поет          | Казимеж Пшерва-Тетмаєр                                                                           |
| Марися        | Марія Міколайчикувна, сестра Анни і Ядвіги, була заручена із художником Людвіком де Лаво         |
| Журналіст     | Рудольф Страшевський, редактор краківського часопису «Час»                                       |
| Радчиня       | Антоніна Доманська, тітка Луціана Риделя, авторка романів для молоді                             |
| Ганночка      | сестра Луціана Риделя                                                                            |
| Чепець        | Блажей Чепець, дядько Ядвіги, сільський письменник, типовий представник селянства                |
| Іся           | Ядвіга Тетмаєр-Наїмська, донька Анни і Влодзімежа Тетмаєрів                                      |
| Рахель        | Пепа Зінгер, донька шинкаря з Броновіц                                                           |
| Єврей         | Хірш Зінгер, шинкар                                                                              |
| Ніс           | художник Тадеуш Носковський, або ж поєднання Носковського із худоджником Станіславом Чайковським |
| Марина і Зося | Марина і Зоф'я Паренські, доньки краківської знайомої Станіслава Виспянського                    |
| Кліміна       | хрещена мати Ісі, вдова війта                                                                    |

### Фантастичні герої
Солом'яний Дідух — солом'яна ритуальна фігура, у драмі — ініціатор появи решти потойбічних постатей, символ сну і бездіяльності народу

Привид — привид Людвіка де Лаво, померлого нареченого Марисі; у романтичній літературі — розповсюджений образ померлого коханого; символ романтичного кохання

Станьчик — блазень польських королів, у національній культурі — символ турботи про долю держави.

Гетьман — Францішек Ксаверій Браницький, один із засновників Тарговицької конфедерації, символ брехні і національної зради.

Чорний Лицар — Завіша Чорний з Гарбова, втілення честі і відваги польського лицарства.

Упир — Якуб Шеля, один із лідерів Галицького повстання 1846 року, символізує криваву помсту селян за пригнічення з боку шляхти, духовенства та уряду.

Вернигора — легендарний лірник і ворожбит, що нібито передрік Польщі отримання незалежності; символ об'єднання різних верств суспільства, порозуміння.

### Співвідношення у драмі реальних постатей із фантастичними
Дід ↔ Упир

Господар ↔ Вернигора

Ясек ↔ Солом'яний Дідух

Марися ↔ Привид

Поет ↔ Чорний Лицар

Наречений ↔ Гетьман

Журналіст ↔ Станьчик

## Символи у драмі
П'єса має ряд символів, які можна тлумачити на підставі польських національних традицій та міфів.
- Золотий ріг — рушійна сила, що здатна підняти народ до боротьби
- Броновицька хата — уся Польща
[3]
- Шапка з пір'я — марнотратство, пріоритет власного блага над благом Батьківщини
- Кущ троянди — народ, повний життя, але приспаний
- Кадукей — традиційно — символ примирення, у «Весіллі» набуває іронічного значення і символізує суперечку.
- Дзвін Зиґмунт (Сигізмунд) — історична міць і воля народу
- Золота підкова — щастя, втрачене і відкладене на майбутнє.

## Проблематика «Весілля»
- відсутність рішучості для боротьби за незалежність
- відсутність об'єднання різних верств суспільства
- відсутність лідера для боротьби
- своєрідний летаргічний сон народу
- лицемірство та пустослів'я інтелігенції
- хаотичність сил селянства
- історична проблематика — відображення дій історії на сучасності держави
- далека і нечітка перспектива відновлення польської держави

## Літературна критика «Весілля»
«Як сценічний твір, театральна п'єса „Весілля“ Виспянського повністю відходить від правил драматургії, його можна оцінювати лише як поетичний настроєвий твір, що зображує певні суспільні течії і навіть факти сьогоднішньої доби. Він для театру — річ нова, як за формою, так і за змістом.»

"Ніколи так ясно, як на прикладі "Весілля", не можна було побачити настільки глибокий і тривалий зв'язок між художнім твором і колективною свідомістю".
"Весілля, як і арістофанівська комедія - це драматизована потілтична сатира, яка шляхом карикатурного гіперболізму доводить певну ідеологію і політичну акцію (як-от хлопоманство, що розраховувало на готовність народу до повстання) до абсурду".

## Інсценізації та екранізації
Після гучної прем'єри п'єси у Кракові "Весілля" не втратило своєї сценічної популярності, адаптувалося і виставлялося багатьма відомими польськими режисерами, і виставляється до сьогодні. 

16 листопада 1901 р. - прем'єра, Краківський театр ім. Ю. Словацького.
Після краківської прем'єри драму було поставлено на сцені Львівського театру.
- Старий театр у Кракові

Режисер: Анджей Вайда

Сценографія: Анджей Вайда; Кристина Захватович

Композитор: Єжи Кашицький; Станіслав Радван

Дати прем'єр: 26.10.1963; 01.06.1991
- Театр ім. Ярача у Лодзі

Режисер: Єжи Гжегожевський

Сценографія: Єжи Гжегожевський

Композитор: Станіслав Радван

Дати прем'єр: 01.02.1969; 12.06.1977
- Польський театр у Варшаві

Режисер: Казимєж Деймек

Спенографія: Кшиштоф Панкевич

Дати прем'єр: 12.07.1984; 05.12.1991
- Nemzet Színház у Будапешті

Переклад: Spiró György

Режисер: Анджей Вайда

Композитор: Станіслав Радван

Дата прем'єри: 08.04.1994
- Національний театр у Варшаві

Режисер: Єжи Гжегожевський

Композитор: Станіслав Радван

Дата прем'єри: 30.01.2000

Крім того, у 1972 році Анджей Вайда поставив і зняв художній фільм за п'єсою Виспянського.

Сценарій: Анджей Кійовський

Оператор: Вітольд Собочінський

Музика: Станіслав Радван

Сценографія: Тадеуш Вибульт